# Mornington Shire
Koordinaten: 20° 43′ S, 139° 29′ O

Das Shire of Mornington ist ein lokales Verwaltungsgebiet (LGA) im australischen Bundesstaat Queensland. Das Gebiet ist 1248 km² groß und hat etwa 1150 Einwohner.

## Geografie
Das Shire besteht aus einer Inselgruppe im Golf von Carpentaria mit der Hauptinsel Mornington. Sie ist etwa 1850 km von der Hauptstadt Brisbane entfernt.
Der allergrößte Teil der Bewohner lebt in Gununa auf der Hauptinsel, wo sich auch der Verwaltungssitz befindet. Fast 90 % der Bevölkerung sind Aborigines.

## Geschichte
Die Wellesley-Inseln wurden anfänglich ausschließlich von den Ureinwohnern besiedelt. 1914 wurde auf der Hauptinsel eine Mission eröffnet. Das Mornington Shire und die lokale Selbstverwaltung wurde 1978 eingeführt.

## Verwaltung
Der Mornington Shire Council hat fünf Mitglieder. Der Mayor (Bürgermeister) und vier weitere Councillor werden von allen Bewohnern des Shires gewählt. Die LGA ist nicht in Wahlbezirke unterteilt.